# Арапчор, Алексей Дугерович
Арапчор Алексей Дугерович (3 сентября 1924 — 17 января 2009) — тувинский поэт и собиратель фольклора, заслуженный учитель школы РСФСР (1962), заслуженный работник культуры Республики Тыва (2002). Член Союза писателей Республики Тыва (1991).

## Биография
Алексей Арапчор родился в местечке Эртине-Булак в 1924 году. Долгое время работал учителем в различных школах Тувы. Окончил КГПИ. Был научным сотрудником Института гуманитарных исследований Тувы. Награждён медалями «Ветеран труда» (1984), «Ветеран Великой Отечественной войны» (2004).

## Творчество
Перу Арапчора принадлежат сборники стихов и поэм «Песня чабана», «Песня души», «Костёр надежды», «Неугасимые огни», «Наблюдение», «Мужская доля». Главные темы этих произведений — народный быт, красота природы, любовь. Критики отмечают близость поэзии Арапчора к народным фольклорным традициям.
Арапчор также известен как собиратель тувинского устного народного творчества. В частности им подготовлена и составлена книга «Мифы и предания тувинского народа», вышедшая в 1995 году.